# مارين دراغنيا
مارين دراغنيا (بالرومانية: Marin Dragnea)‏ ، من مواليد 1 يناير 1956 ، لاعب كرة قدم روماني سابق.
لعب مع منتخب رومانيا لكرة القدم.

## روابط خارجية
- مارين دراغنيا على موقع قاعدة بيانات كرة القدم.إي يو (الإنجليزية)
- مارين دراغنيا على موقع ناشيونال فوتبول تيمز (الإنجليزية)
- مارين دراغنيا على موقع عالم كرة القدم.نت (الإنجليزية)